# بيلي راش ماسترز
بيلي راش ماسترز (بالإنجليزية: Billy Rush Masters)‏ هو كاتب أغاني وعازف قيثارة أمريكي، ولد في 15 سبتمبر 1950، وتوفي في 2 يوليو 1981.